# Гуадалупская качурка
Гуадалупская качурка (лат. Hydrobates macrodactyla) — вид редких морских птиц из семейства качурок (Hydrobatidae). Эндемик принадлежащего Мексике тихоокеанского острова Гуадалупе.

## Описание

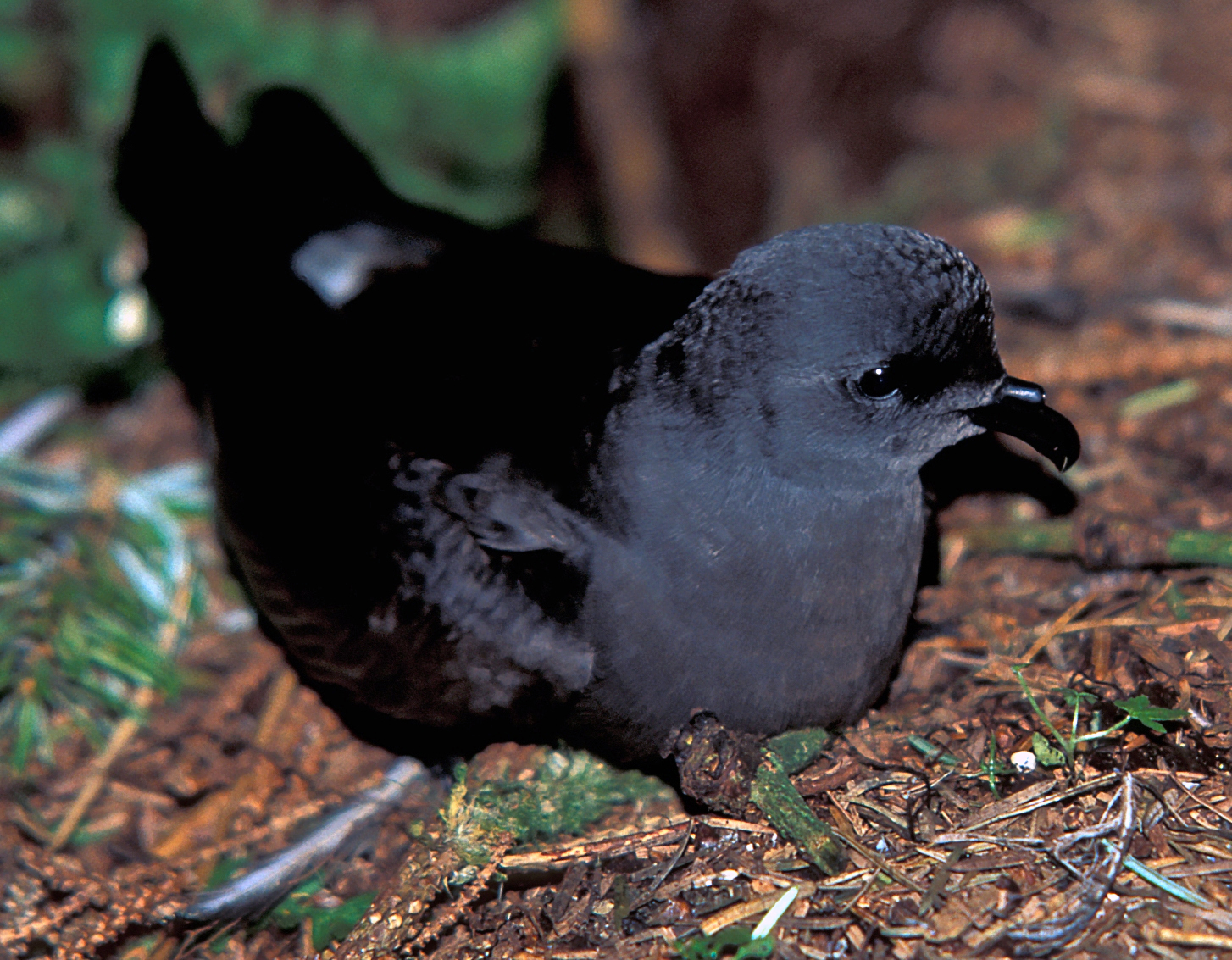
Северная качурка также гнездится на Гуадалупе и её можно легко спутать с гуадалупской качуркой

Гуадалупская качурка достигает длины 23 см. Внешне она очень похожа на северную качурку (Oceanodroma leucorhoa), которая также гнездится на Гуадалупе. Однако, у неё более светлая нижняя сторона крыльев. Клюв шире и глубже у основания. Верхняя часть тела чёрного цвета. Гузка белая. Кроющие крыльев серовато-коричневые. У перьев широкие, тёмные вершины. Кроющие хвоста и  белые. Хвост вилочковый.

## Образ жизни
Гуадалупская качурка гнездится преимущественно в марте. Тем не менее, гнездящиеся птицы наблюдались также в мае или июне. Гнездо часто находится в лунке на земле под соснами, в качестве выстилки используются ветки и иголки сосен. В кладке одно яйцо белого цвета с коричневыми пятнами. Об образе жизни и миграции вне сезона гнездования ничего не известно.

## Природоохранный статус
Вопреки интенсивным поискам, начиная с 1912 года, нет надёжных сведений о виде. Поиски в 1922,  1925 и в 1970-е годы не увенчались успехом, так же как и первая экспедиция во время сезона гнездования в 2000 году. Когда команда Музея естественной истории Сан-Диего в июне 2000 года высадилась на острове, они нашли только северных качурок.
Сокращение популяции гуадалупской качурки началось с завезённых на остров в конце XIX-го столетия коз и кошек. Более 50 000 коз разрушили растительность и растоптали яйца. Кошки преследовали птенцов.